# Большая Уря (река)
Большая Уря (Уря) — река, левый приток Кана, протекает по территории Ирбейского, Рыбинского и Канского районов Красноярского края в России. Длина реки — 116 км, площадь водосборного бассейна — 1360 км².

## Описание
Большая Уря начинается на высоте примерно 329 м над уровнем моря, к юго-западу от села Верхняя Уря. Генеральным направлением течения реки до села Усть-Каначуль является северо-восток, потом течёт преимущественно на север. Большая Уря впадает в Кан на высоте 192 м над уровнем моря напротив острова Урский, северо-западнее села Филимоново.

## Данные водного реестра
По данным государственного водного реестра России относится к Енисейскому бассейновому округу, водохозяйственный участок реки — Кан, речной подбассейн реки — Енисей между слиянием Большого и Малого Енисея и впадением Ангары. Речной бассейн реки — Енисей.
Код объекта в государственном водном реестре — 17010300412116100023096.